# イポリット・ピクシー

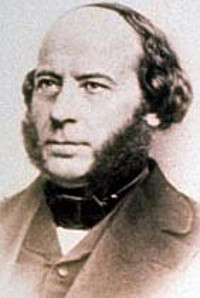
イポリット・ピクシー

イポリット・ピクシー（仏: Hippolyte Pixii、1808年8月10日 – 1835年4月20日）は、フランスの技術者。パリ出身。

## 発明

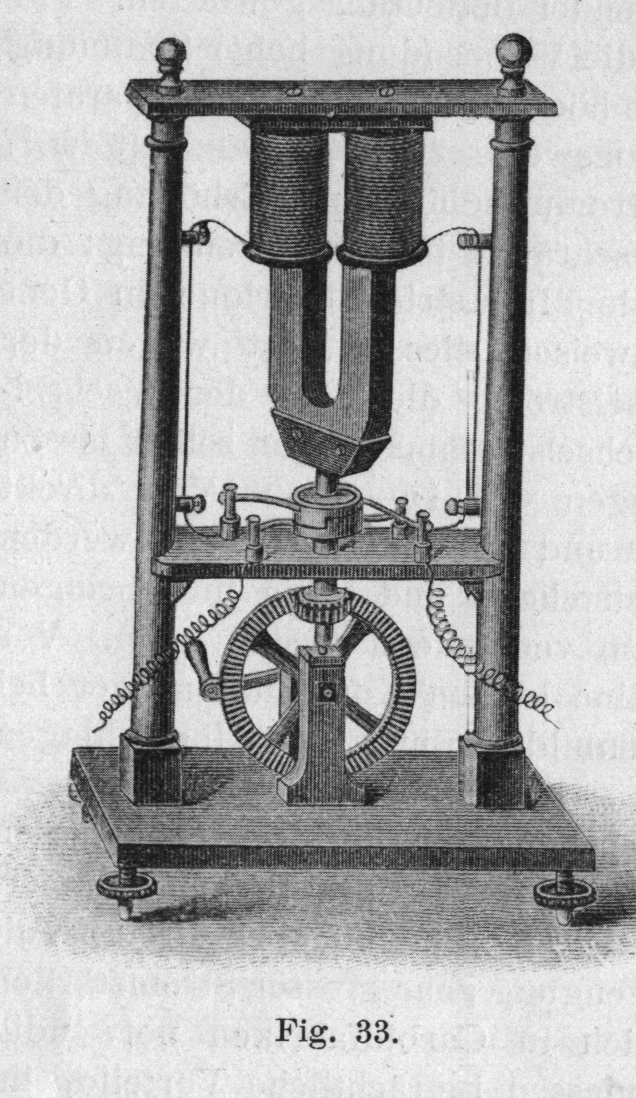
ピクシーが製造した交流発電機。ハンドルを回転すると磁石が回転してコイルに電圧が生じる。

ファラデーの電磁誘導の法則を用いて、1832年に交流発電機の原型となる手回し発電機（ダイナモ）を発明した。
ピクシーのダイナモは交流を生じたため、アンドレ＝マリ・アンペールらの提案により交流を直流に変換する整流子を発明した。
ピクシーの発電機は実用的なものとしては最初だったが、電流が弱く、実用的な電流を起こせる発電機の発明は1880年代を待たなければならなかった。